# Leila Shahid

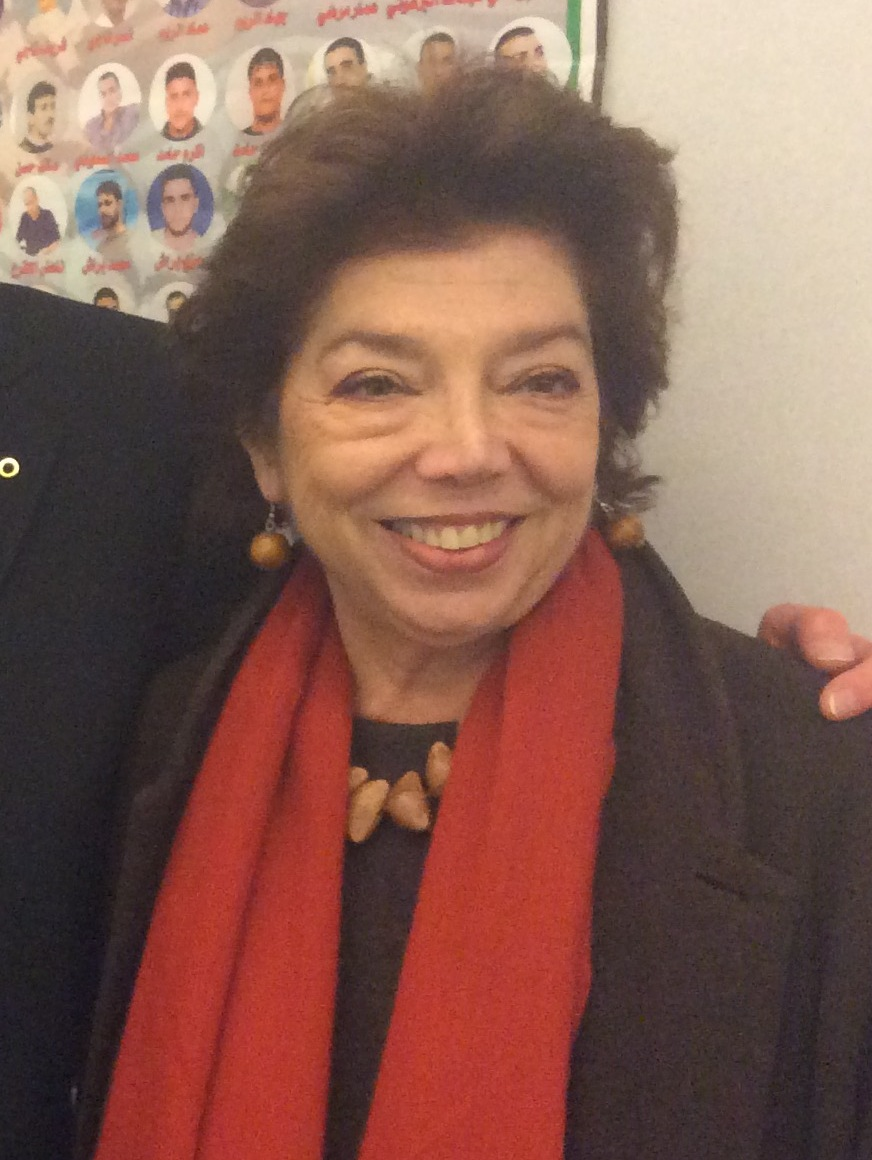
Leila Shahid (2015)

Leila Shahid (arabisch ليلى شهيد, DMG Lailā Šahīd; * 1949 in Beirut) ist eine ehemalige palästinensische Diplomatin. Sie war 1989 die erste Botschafterin der PLO in Irland und 1990 in den Niederlanden, von 1993 an vertrat sie die Palästinensische Autonomiebehörde in Frankreich. Von 2006 bis 2014 war sie Generaldelegierte Palästinas bei der EU, in Belgien und Luxemburg.

## Herkunft und Ausbildung
Leila Shahid wurde 1949 in Beirut als Tochter des Hämatologen Munib Shahid und der Schriftstellerin Serene Husseini Shahid geboren, über die sie zum Al-Husayni-Clan gehörte. Über ihren Vater, der Enkel von ʿAbdul-Bahāʾ ist, ist sie direkte Nachkommin des Bahai-Propheten Baha'u'llah, die Familie rechnet sich aber dieser Glaubensrichtung nicht zu. Shahids Eltern stammten aus Akkon und Jerusalem, wuchsen aber beide im Exil im Libanon auf. Leila Shahid studierte Anthropologie und Psychologie an der Amerikanischen Universität Beirut.
Nach dem Studium arbeitete sie in palästinensischen Flüchtlingscamps, bis sie 1974 ein Promotionsstudium in Anthropologie in Paris begann, wo sie Jean Genet begegnete. 1976 wurde sie zur Präsidentin der palästinensischen Studentenunion in Frankreich gewählt.
Im September 1982 reisten Shahid und Jean Genet nach Beirut. Während ihres Aufenthalts fanden die Massaker von Sabra und Schatila statt. Genets Bericht wurde in der Zeitschrift La revue d’études palestiniennes in einem Artikel mit dem Titel Quatre heures à Chatila [Vier Stunden in Chatila] veröffentlicht – der Film Dancing Among the Dead von Catherine Biscovitch basiert auf diesem Artikel von Genet.
Im November 2004 begleitete sie den Palästinenserführer Jassir Arafat in seinen letzten Lebenstagen.
Sie war Direktorin des von ihr 1980 mitgegründeten Magazins La revue d’études palestiniennes (Die Zeitschrift für Palästinastudien).
Zusammen mit Ken Coates und Nurit Peled-Elhanan initiierte sie 2011 das Russell-Tribunal zu Palästina.